# Липака
Липака е защитена местност в България. Намира се в землището на село Милчина лъка, община Грамада.
На 24 септември 1951 г. е обявено историческото място „Липака“ с площ от 17,6 хектара, което на 21 август 2003 г. е прекатегоризирано в защитена местност. На 7 декември 2009 г. територията е променена и площта става 13,37 хектара. Защитената местност има за цел опазването на местообитания на застрашени, уязвими и редки растителни видове, като йорданова теменуга, момкова сълза, бодлив залист и други.